# Rodrigo de Oliveira Ramos
Rodrigo de Oliveira Ramos, meglio noto come Rodrigo (Juazeiro, 24 maggio 1995), è un calciatore brasiliano, difensore del Capixaba.

## Caratteristiche tecniche
È un terzino destro.

## Carriera

### Nazionale
Nel 2015 è stato convocato dal Brasile per disputare i Mondiali Under-20.

## Statistiche

### Presenze e reti nei club
Statistiche aggiornate al 23 marzo 2016.
| Stagione        | Squadra         | Campionato      | Campionato | Campionato | Coppe nazionali | Coppe nazionali | Coppe nazionali | Coppe continentali | Coppe continentali | Coppe continentali | Altre coppe | Altre coppe | Altre coppe | Totale | Totale |
| Stagione        | Squadra         | Comp            | Pres       | Reti       | Comp            | Pres            | Reti            | Comp               | Pres               | Reti               | Comp        | Pres        | Reti        | Pres   | Reti   |
| --------------- | --------------- | --------------- | ---------- | ---------- | --------------- | --------------- | --------------- | ------------------ | ------------------ | ------------------ | ----------- | ----------- | ----------- | ------ | ------ |
| 2015            | Coritiba        | A               | 9          | 0          | -               | -               | -               | -                  | -                  | -                  | -           | -           | -           | 9      | 0      |
| 2016            | Chicago Fire    | MLS             | 3          | 0          | -               | -               | -               | -                  | -                  | -                  | -           | -           | -           | 3      | 0      |
| Totale carriera | Totale carriera | Totale carriera | 12         | 0          |                 |                 |                 |                    |                    |                    |             |             |             | 12     | 0      |

## Palmarès

### Competizioni statali
- Campionato Paranaense: 1

Coritiba: 2017